# Bis(cycloocta-1,5-dien)nickel
Bis(cycloocta-1,5-dien)nickel ist eine metallorganische Verbindung mit der Konstitutionsformel [(C8H12)2Ni]. Der lichtempfindliche, gelbe Nickel(0)-Komplex wurde zuerst von Günther Wilke synthetisiert. Der Komplex findet eine weite Anwendung in der organischen Synthese und als Katalysator für organische Reaktionen. Die Cycloolefinliganden können leicht durch andere Liganden wie Phosphine, Isonitrile oder andere Olefine ersetzt werden.

## Herstellung
Bis(cycloocta-1,5-dien)nickel wird durch Reduktion von Nickelverbindungen mit metallorganischen Verbindungen wie Triethylaluminium (AlEt3) oder Diisobutylaluminiumhydrid (DIBAH) in Gegenwart von überschüssigen 1,5-Cyclooctadien (COD) synthetisiert.
Eine typische Herstellung erfolgt durch die Reduktion von wasserfreiem Nickel(II)-acetylacetonat mit Triethylaluminium in Gegenwart von 1,5-Cyclooctadien:
{\displaystyle \mathrm {Ni(acac)_{2}+2\ COD+2\ AlEt_{3}\longrightarrow Ni(COD)_{2}+2\ AlEt_{2}acac+C_{2}H_{4}+C_{2}H_{6}} }

## Eigenschaften

### Physikalische Eigenschaften
Bis(cycloocta-1,5-dien)nickel ist in Benzol und Tetrahydrofuran mäßig löslich.
Das Nickel ist tetraedrisch von den vier Doppelbindungen umgeben. Die Länge der Doppelbindungen ist gegenüber dem freien 1,5-Cyclooctadien um 5 pm verlängert. Die Länge aller Ni-C-Bindungen beträgt 212 pm.

### Chemische Eigenschaften
Der Komplex lässt sich im Überschuss von Olefinliganden in andere Nickel(0)-Komplexe überführen. Bis(cycloocta-1,5-dien)nickel reagiert mit Acetylaceton unter Bildung von Cyclooctenyl-nickelacetylacetonat.

## Anwendung
Bis(cycloocta-1,5-dien)nickel dient als Katalysator für die Isomerisierung und Hydrosilylierung von ungesättigten Verbindungen, als Co-Katalysator zur Oligomerisierung / Cyclooligomerisierung oder Polymerisation von Alkenen, für die Cycloaddition von 1,3-Dienen, wird zur Katalyse der Addition von Allylphenylsulfid an Alkinen und weiteren Reaktionen eingesetzt.
Kopplungsreaktionen von Arylhalogeniden wie Phenylbromid mit Bis(cycloocta-1,5-dien)nickel in Gegenwart von 2,2'-Bipyridin oder Triphenylphosphan als Hilfsligand führen zum entsprechenden Biaryl als Kopplungsprodukt (ArX = Arylhalogenid; X = Halogenid; Ar2 = Biaryl; NiX2 = Nickelhalogenid).
{\displaystyle \mathrm {Ni(COD)_{2}+2\ ArX\longrightarrow NiX_{2}+Ar_{2}+2\ COD} }
Bis(cycloocta-1,5-dien)nickel wirkt katalytisch bei Synthesen von Ringverbindungen aus 1,3-Butadien. Dabei verliert der Komplex die 1,5-Cyclooctadienliganden, die während der Reaktion durch 1,3-Butadien ersetzt werden. Das entstehende Nickel wird auch als „nacktes“ Nickel bezeichnet. Bereits bei Temperaturen von −60 bis −40 °C werden Ringschlussreaktionen zu 1,5-Cyclooctadien beziehungsweise 1,5,9-Cyclododecatrien beobachtet.
Ebenfalls dient die Verbindung als Edukt für die Herstellung anderer Nickelkomplexe, da die Cyclooctadien-Liganden leicht substituiert werden können.